# Montoute (village)
Pour l’article ayant un titre homophone, voir Montoute.
Montoute est un village d'Auvergne situé dans la commune de Saint-Angel (canton de Manzat). 
Au début du XXe siècle, le village faillit devenir une station thermale au même titre que sa voisine Châteauneuf-les-Bains.

## Histoire de la station thermale
Bien qu'éphémère, la station de Montoute connut localement un certain succès. Ses eaux, riches en fer, étaient censées avoir quelque action dans le traitement de l'anémie. On commença même à commercialiser, après embouteillage sur place, les eaux de la source appelée Marie-Laure. 

### Description de la source
Une source d'eau froide, d'un débit assez important (environ 8 l/min) et fortement minéralisée, jaillit à proximité de la rive gauche de la rivière de la Morge.

### Description de l'établissement thermal
Le style d'architecture du modeste bâtiment était semblable à plusieurs autres bâtiments  thermaux construits à la même époque dans la région. (Voir l'établissement thermal de Saint-Diéry). Au fronton du bâtiment, on pouvait lire : Eaux minérales de Montoute - Source Marie-Laure.

### Déclin de la station
L'absence de transport ferroviaire, l'isolement routier du site,  les bouleversements économiques engendrés par les deux guerres mondiales et la concurrence importante de Vichy contrarièrent les projets de développement de la station naissante. Le bâtiment d'exploitation tomba en ruine au cours de la seconde moitié du XXe siècle.

### État actuel
Aujourd'hui, on ne distingue plus que les fondations d'une maison qui entoure encore la source.
D'une fontaine en forme de vasque ronde sort encore cette eau qui faillit rendre Montoute prospère.